# Bismark Charles
Bismark Charles Kwarena Sie, noto semplicemente come Bismark Charles (Berekum, 26 maggio 2001), è un calciatore ghanese, attaccante del Vllaznia.

## Carriera
Cresciuto nel settore giovanile del Berekum Chelsea, nel febbraio 2020 approda in Europa ai kosovari del Vushtrria, con i quali all'età di 19 anni esordisce tra i professionisti, segnando quattro reti in nove presenze nella seconda metà della stagione 2019-2020.
Nell'estate del 2020 si trasferisce poi ad un altro club kosovaro, il Trepça '89, con cui segna sei gol in 17 partite restando in rosa fino al 12 febbraio 2021, quando viene ingaggiato dai bulgari del CSKA Sofia; il 27 febbraio seguente esordisce nella prima divisione bulgara, in occasione dell'incontro perso per 1-0 contro il Ludogorec. Segna il suo primo gol nel campionato bulgaro il successivo 18 aprile, realizzando la rete del momentaneo 1-1 nella partita di campionato poi persa per 2-1 sul campo dello Carsko Selo, ed in generale conclude la sua prima stagione in questo Paese con 12 presenze e due reti in campionato e con quattro presenze e tre reti in Coppa di Bulgaria, competizione che viene peraltro vinta dalla sua squadra.
Nella stagione 2021-2022, pur facendo il suo esordio nelle competizioni UEFA per club (gioca infatti tre partite nei turni preliminari di Conference League), scende in campo con minor regolarità, disputando solamente 11 partite in campionato, a cui ne aggiunge ulteriori 12 nella stagione 2022-2023. Nella stagione 2023-2024 gioca in prestito prima al Pirin Blagoevgrad (nella prima divisione bulgara, dove non scende mai in campo) e poi allo Željezničar, con cui disputa 3 partite nella prima divisione bosniaca.
Nell'estate del 2024 si trasferisce a titolo definitivo allo Skënderbeu, club della prima divisione albanese.

## Statistiche

### Presenze e reti nei club
Statistiche aggiornate al 31 luglio 2025.
| Stagione          | Squadra           | Campionato        | Campionato | Campionato | Coppe nazionali | Coppe nazionali | Coppe nazionali | Coppe continentali | Coppe continentali | Coppe continentali | Altre coppe | Altre coppe | Altre coppe | Totale | Totale |
| Stagione          | Squadra           | Comp              | Pres       | Reti       | Comp            | Pres            | Reti            | Comp               | Pres               | Reti               | Comp        | Pres        | Reti        | Pres   | Reti   |
| ----------------- | ----------------- | ----------------- | ---------- | ---------- | --------------- | --------------- | --------------- | ------------------ | ------------------ | ------------------ | ----------- | ----------- | ----------- | ------ | ------ |
| feb.-giu. 2020    | Vushtrria         | SL                | 9          | 4          | CK              | 0               | 0               | -                  | -                  | -                  | -           | -           | -           | 9      | 4      |
| 2020-feb. 2021    | Trepça '89        | SL                | 17         | 6          | CK              | 0               | 0               | -                  | -                  | -                  | -           | -           | -           | 17     | 6      |
| feb.-giu. 2021    | CSKA Sofia        | PL                | 7+5        | 1+1        | CB              | 4               | 3               | UEL                | -                  | -                  | -           | -           | -           | 16     | 5      |
| 2021-2022         | CSKA Sofia        | PL                | 11         | 0          | CB              | 1               | 0               | UECL               | 3                  | 0                  | SB          | 0           | 0           | 15     | 0      |
| 2022-2023         | CSKA Sofia        | PL                | 12         | 0          | CB              | 2               | 0               | UECL               | 0                  | 0                  | -           | -           | -           | 14     | 0      |
| Totale CSKA Sofia | Totale CSKA Sofia | Totale CSKA Sofia | 30+5       | 1+1        |                 | 7               | 3               |                    | 3                  | 0                  |             | 0           | 0           | 45     | 5      |
| 2023-gen. 2024    | Pirin Blagoevgrad | PL                | 0          | 0          | CB              | 0               | 0               | -                  | -                  | -                  | -           | -           | -           | 0      | 0      |
| gen.-giu. 2024    | Željezničar       | PL                | 3          | 0          | CB              | 0               | 0               | UEL                | -                  | -                  | -           | -           | -           | 3      | 0      |
| 2024-2025         | Skënderbeu        | KS                | 32         | 8          | CA              | 2               | 1               | -                  | -                  | -                  | -           | -           | -           | 34     | 9      |
| 2025-2026         | Vllaznia          | KS                | 0          | 0          | CA              | 0               | 0               | UECL               | 2                  | 0                  | -           | -           | -           | 2      | 0      |
| Totale carriera   | Totale carriera   | Totale carriera   | 91+5       | 19+1       |                 | 9               | 4               |                    | 5                  | 0                  |             | 0           | 0           | 110    | 24     |

## Palmarès

### Club

#### Competizioni nazionali
- Coppa di Bulgaria: 1

CSKA Sofia: 2020-2021